# Hamstergoffer
De hamstergoffer of grote goffer (Orthogeomys grandis)  is een zoogdier uit de familie van de goffers (Geomyidae). De wetenschappelijke naam van de soort werd voor het eerst geldig gepubliceerd door Thomas in 1893.

## Kenmerken
De lichaamslengte bedraagt 10 tot 35 cm, de staartlengte 4 tot 14 cm en het gewicht 300 tot 900 gram.

## Leefwijze
Deze goffer graaft met zijn krachtige, van klauwen voorziene voorpoten uitgebreide holenstelsels. Zijn voedsel bestaat uit wortels, bollen en andere ondergronds groeiende plantendelen. ’s Nachts waagt het dier zich weleens boven de grond om malse stengels en scheuten te zoeken, die dan in zijn behaarde wangzakken naar het hol worden gedragen.

## Voortplanting
In de voortplantingstijd worden haremgroepjes gevormd van één mannetje en vier vrouwtjes. De vrouwtjes werpen elk 2 of meer jongen in een met gras beklede kraamkamer onder in de burcht.

## Verspreiding
Deze solitaire, algemeen voorkomende  soort leeft in de tropische wouden van Jalisco (Mexico) tot Honduras (Midden-Amerika).